# Hanina ben Dossa
Hanina ben Dossa (hébreu : רבי חנינא בן דוסא) est un sage de l’époque de la Mishna qui a vécu à Arraba au Ier siècle.
Disciple de Yohanan ben Zakkaï, il est moins connu pour ses enseignements que pour la légende qui l’entoure, du fait de ses mœurs vertueuses, de sa piété et de sa dévotion qui font de sa vie une « suite de miracles ». Lui-même est remémoré par la tradition juive comme « le dernier faiseur de miracles en Israël ».

## Une vie miraculeuse
Hanina ben Dossa vivait à 'Arab, en Galilée, où il avait été attiré par la réputation de Yohanan ben Zakkaï. Il y devint un modèle proverbial d'observance du Chabbat, et y fut enterré aux côtés de son épouse. Le Talmud lui connaît une fille, et un traité extérieur mentionne un fils ; Saadia Gaon le compte dans son Sefer HaGalouï parmi ses ascendants.
Il fonde une école, étant souvent mentionné avec ses disciples. Cependant, il n'a été conservé aucune halakha de lui, et seulement quelques aggadot. Les quelques maximes qu'il a léguées sont celles d'un Hassid, homme pieux et dévot, d'une élévation morale remarquable: l'un de ses contemporains, Rabbi Eléazar de Modiin, enseigne à propos d'Exode 18:21 que Hanina ben Dossa et ses collègues sont l'illustration de l'éventail de l'expression « hommes de vérité » et, deux siècles plus tard, un aggadiste, glosant sur Isaïe 3:3 dit « 'gens considérés' désigne ceux dont l'on respecte la génération grâce à eux, en haut [dans les Cieux] comme Hanina ben Dosa, en bas [sur terre] comme Rabbi Abbahou auprès de César. »
Le mérite et la réputation de Hanina s'étendirent à son entourage: bien après la mort de sa femme, des marins aperçoivent un panier ouvragé orné de diamants et de perles. L'un des membres de l'équipage veut plonger pour s'en emparer, mais une bat kol se fait entendre, disant que le panier est destiné à la femme de Hanina ben Dossa, qui l'emplira de tekhelet pour les justes du monde à venir. 
Même son âne est supérieur aux autres ânes, à en croire Rav Zeïra, qui dit de ses prédécesseurs que « [s'ils] furent des anges, nous sommes des hommes, et s'ils furent des hommes, nous sommes comme des ânes, et encore, pas comme l'âne de Rabbi Hanina ben Dossa, ni comme celui de Rabbi Pinḥas ben Yaïr, mais comme les autres ânes. » Le passage talmudique continue en expliquant que l'âne en question ne mangeait que des aliments sur lesquels la dîme avait été prélevée ; des voleurs en furent pour leurs frais, et après avoir tenté en vain de nourrir la bête capturée avec des aliments non prélevés, la relâchèrent, à la suite de quoi l'âne rentra chez lui le plus naturellement du monde

## Éloge de la vertu
Rabbi Hanina ben Dossa, par le mérite duquel existe le monde, est pauvre, ne se nourrissant d'un shabbat à l'autre que de pain de caroubier. Un jour, des voyageurs de passage laissent deux poules chez lui. La femme du Rabbi y voit une occasion d'agrémenter l'ordinaire, mais il le lui interdit, ces poules n'étant pas leur propriété ; il décide au contraire de les garder jusqu'au retour de ces voyageurs pour les leur rendre. Les poules pondront des œufs, d'où écloront de nouveaux poussins, avec lesquels il achètera des chèvres (lesquelles encorneront des ours qui rôdent dans le pays) qu'il restituera à l'homme. Cette aggada, abondamment reprise dans le folklore juif, sera développée en diverses versions : dans l'une d'elles, caractérisée comme une « variante de la fable de Pierrette », le Rabbi accepte après maints scrupules et avec mille mercis une part du bénéfice. Dans une autre variante, il refuse, et recourt à une parabole pour justifier sa décision.
Hanina semble peu incommodé par la pauvreté, d'autant que celle-ci n'empêche pas les miracles. Un jour que sa fille se plaint d'avoir versé du vinaigre dans la lampe à brûler, Hanina l'assure que « celui qui a dit à l'huile de brûler, dira au vinaigre de brûler, » et la lampe brûle toute la journée. Une autre fois, alors que Hanina s'apprête à prendre son repas de shabbat dans la frugalité, la table se retire de lui. S'interrogeant sur la cause de la chose, il se rappelle avoir emprunté des épices à un voisin, sans avoir prélevé la dîme ; sitôt la situation corrigée, la table revient devant son propriétaire.
Sa femme, cependant, gênée devant ses voisins, tente de maintenir les apparences, en faisant brûler le four à vide chaque sixième jour de la semaine ; une voisine soupçonneuse s'introduit chez elle, afin de la confondre et, ouvrant le four, le trouve empli de miches. Rabbi Hanina ben Dossa lui dira tout de même de ne pas espérer que le miracle se reproduise.
Sa femme lui demande plus tard de pouvoir tout de même recevoir en ce monde une part du monde futur. Hanina accepte et, en réponse à sa prière, apparaît de nulle part un pied de table en or. Sa femme a cependant cette nuit une vision des Cieux, où les justes mangent à des tables de trois pieds, tandis que la table de son mari n'en possède que deux. Elle demande alors à son mari de prier pour que le pied de table revienne à sa place, et sera encore une fois exaucée. De ce miracle, le Talmud dit qu'il était plus grand que le précédent, car les Cieux donnent mais ne reprennent jamais. Cette aggada connaît également de nombreuses variations populaires.

## Un serviteur dans le palais des Cieux
Rabbi Hanina ben Dossa, comme tous les anciens Hassidim, prie intensément et fréquemment, et ses prières sont souvent entendues au Ciel.
Au sujet de l'intensité de sa dévotion, la tradition orale rapporte que tout à sa prière, il ne sent pas un serpent le mordre ; lorsque ses disciples retrouvent le serpent mort, ils s'exclament: « Malheur à l'homme que mord un serpent, et malheur au serpent qui mort Ben Dossa,! » Dans la première version du miracle, il est expliqué que lorsqu'on est mordu par un serpent, tout dépend qui de la personne ou du serpent atteint l'eau en premier, et dans le cas de Ben Dossa, une source s'ouvrit miraculeusement sous ses pieds ; dans la seconde, il répond à ses disciples que ceci prouve que ce n'est pas le serpent, mais le péché qui tue.
Tout comme son prédécesseur Honi haMe'aguel, sa prière est particulièrement efficace pour obtenir les pluies, au point qu'il est dit qu' « à côté de la prière de Ben Dossa, celles du Cohen Gadol lui-même sont sans valeur. »
Pris dans une averse lors d'un déplacement, il s'exclame « Maître du monde, le monde entier a du plaisir, tandis que seul Hanina est troublé, » et la pluie cesse instantanément. Arrivé chez lui, il dit cette fois « maître du monde, le monde doit-il souffrir tandis que Hanina est dans le confort ? » et les pluies tombent abondamment.
Hanina ben Dossa est aussi connu comme thaumaturge. On raconte qu'un jour, le fils de Yohanan ben Zakkaï étant tombé gravement malade, rabban Yohanan sollicita les prières de son disciple, qui furent encore une fois exaucées. Yohanan ben Zakkaï, tout à sa joie, n'arrêta pas de dire que lui-même aurait pu prier toute la journée sans résultat. Sa femme, étonnée, lui demanda : « Hanina serait-il plus grand que toi ? » Ce à quoi il répondit que lui était comme le ministre du roi, devant attendre le moment opportun, tandis que Hanina était comme un serviteur du roi, ayant accès à lui à tout moment, sans devoir requérir sa permission.
Hanina fit de même pour le fils de Rabban Gamliel de Yavné, annonçant à la fin de sa prière, sans même se déplacer à son chevet, que la fièvre l'avait quitté. Il le fit avec une telle assurance que les messagers de Gamliel lui demandèrent: « Es-tu prophète? » Il leur répondit qu'il n'était ni prophète, ni fils de prophète, mais que l'expérience lui avait appris que lorsque sa prière coulait facilement, elle était acceptée, tandis qu'une prière ardue était rejetée. Les messagers, ayant noté la déclaration de Hanina au moment exact où il la fit, purent s'assurer de sa véracité de retour à la maison du patriarche.
Il arriva que Hanina soit fortement chagriné de ne pouvoir apporter quelque chose au Temple avec les autres Hassidim. Il errait hors de la ville, lorsqu'il vit un grand rocher, qu'il fit vœu de porter à Jérusalem, en cadeau à la Ville Sainte. Il le lissa et le polit, avant de chercher de l'aide pour le transporter. Cinq laboureurs apparurent, et offrirent de transporter la roche à destination pour cent pièces d'or. Hanina, qui ne possédait pas la moitié de la somme, se détourna avec désespoir. Cependant, d'autres laboureurs apparurent bientôt, et ne demandèrent pour leur peine que cins[Quoi ?] sela'ïm, mais à condition que Hanina participe lui-même au transport. Une fois le marché conclu, ils saisirent tous le rocher, et se retrouvèrent en un instant devant Jérusalem. Lorsque Hanina se tourna pour les payer, ils n'étaient plus nulle part. Il fit appel au Sanhédrin pour connaître la disposition à prendre par rapport à ces salaires impayés. Les membres du Sanhédrin conclurent après avoir entendu sa déposition qu'il avait eu affaire non à des hommes mais à des envoyés célestes, et qu'il était donc libre de disposer de cet argent selon son entendement. Hanina insista cependant pour l'offrir au Temple.